# Rugathodes pico
Rugathodes pico är en spindelart som först beskrevs av Merrett och Ashmole 1989.  Rugathodes pico ingår i släktet Rugathodes och familjen klotspindlar. Inga underarter finns listade i Catalogue of Life.